# Hellestraat
Hellestraat is een gehucht van Stekene, met een eigen parochie. Hellestraat wordt gevormd door een drie kilometer lange zandrug van zuid naar noord. Enkele zijstraten zijn: Polderstraat, Sperrestraat, Pastoor van Lierdestraat, Breedstraat, Kemelstraat, Boswegel en Voorthoekstraat. In het oosten ligt de wijk De Tromp. De expresweg Antwerpen-Zeekust bakent de wijk in het zuiden af. Wel kan men via een voetgangers- en fietstunnel het centrum van Stekene bereiken. 
Even voorbij die oversteek ligt ook een fietstunnel in de richting van de Kruisstraat Moerbeke ter hoogte van de afslag naar Koewacht.
In het westen wordt de wijk begrensd door Koewacht en het Riet. In het noorden ligt het waterwingebied, op Nederlandse bodem.
De kerk is de Onze-Lieve-Vrouw-van-Bijstandkerk. In 2012, n.a.v. het 100 jaar bestaan van de parochie en de kerk werd de kerk grondig gerenoveerd en gerestaureerd. Pastoor Yvan Stassijns leidde deze parochie tot februari 2013. Hij werd in april 2013 opgevolgd door pastoor Luc Mertens. In het kerkje zijn er geen weekendvieringen meer, maar wel nog uitvaarten, huwelijken, doopvieringen en bijzondere vieringen in de week. 
Op de grens met het Nederlandse Heikant ligt een ongerept landschap, waarin grasland (waarop regelmatig schapen grazen) wordt afgewisseld met heide en bos: 'De Waterleiding'. Dit is een grondwaterbeschermingsgebied dat naadloos aansluit met het koninklijk bos De Stropers, dat zich op het grondgebied van de deelgemeente Kemzeke en de gemeente Sint-Gillis-Waas bevindt.
Tijdens de Eerste Wereldoorlog was ook hier een dodendraad gespannen. Hij diende om vluchtende Belgen te weren uit het neutrale Nederland.
De Hellestraat was tijdens de Tweede Wereldoorlog vooral bekend om zijn smokkelroutes naar Nederland.
In de Hellestraat wonen overwegend mensen van de oudere generatie, alhoewel er sprake is van een verjonging dankzij de verkavelingen in nieuwe straten rechtover de kerk.

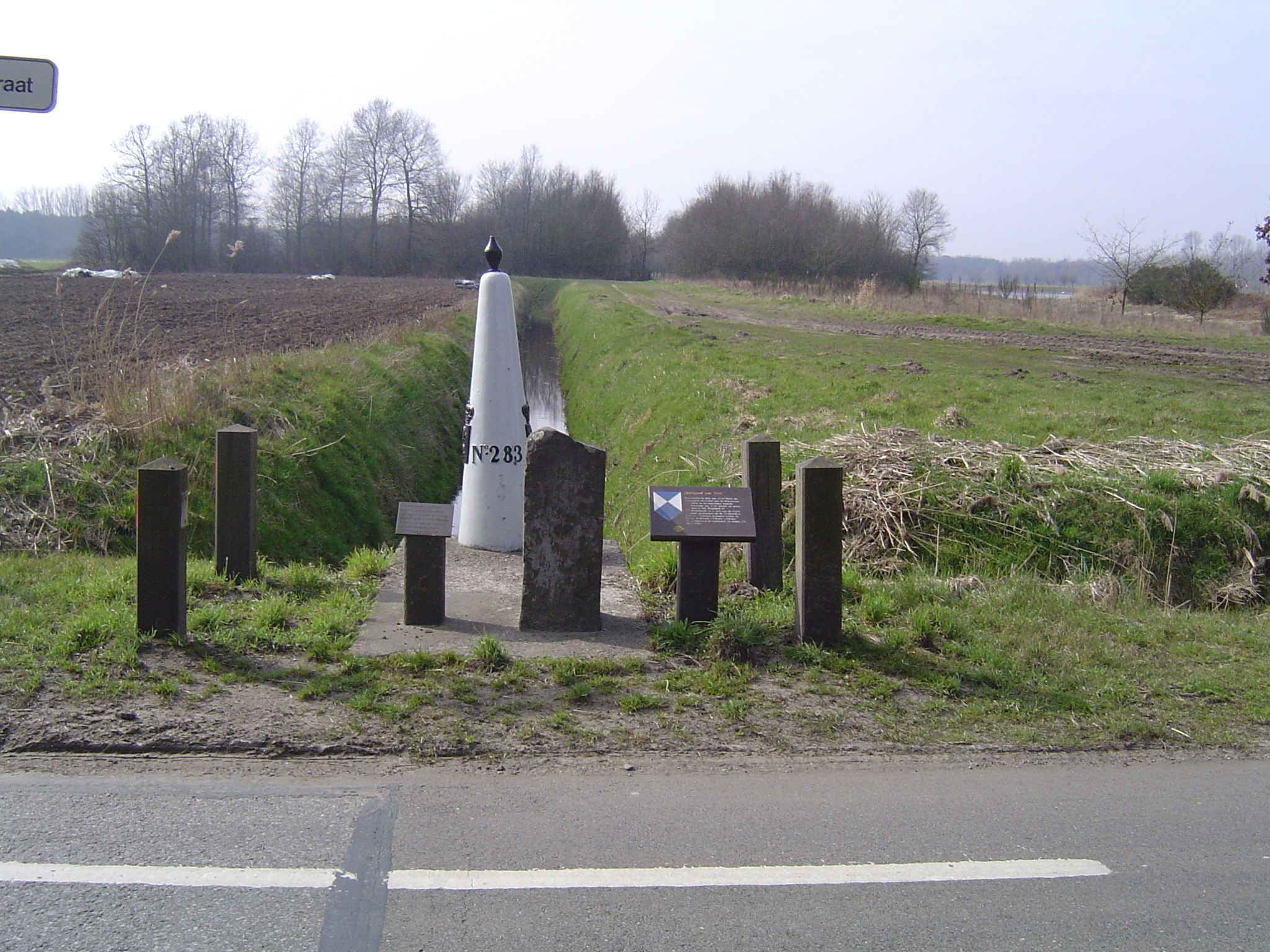
Grensovergang Hellestraat

## Sport
Op het voetbalterrein van VK Noortgaever worden de thuiswedstrijden van VK Were Di en VK Gouden Leeuw gespeeld. Beide teams treden aan in het Walivo verbond.

## Trivia
- Gekscherend wordt weleens in Stekene gezegd tegen iemand die een beetje achter is op zijn tijd: Die komt zeker uit d'Hellestraat?!

## Nabijgelegen kernen
Heikant, Stekene, Kemzeke